# Denise Fabre
Denise Fabre, född 5 september 1942, tidigare fransk TV-personlighet, främst känd utanför Frankrike som medprogramledare för Eurovision Song Contest 1978.